# Fontibón
Fontibon é uma localidade da cidade de Bogotá..

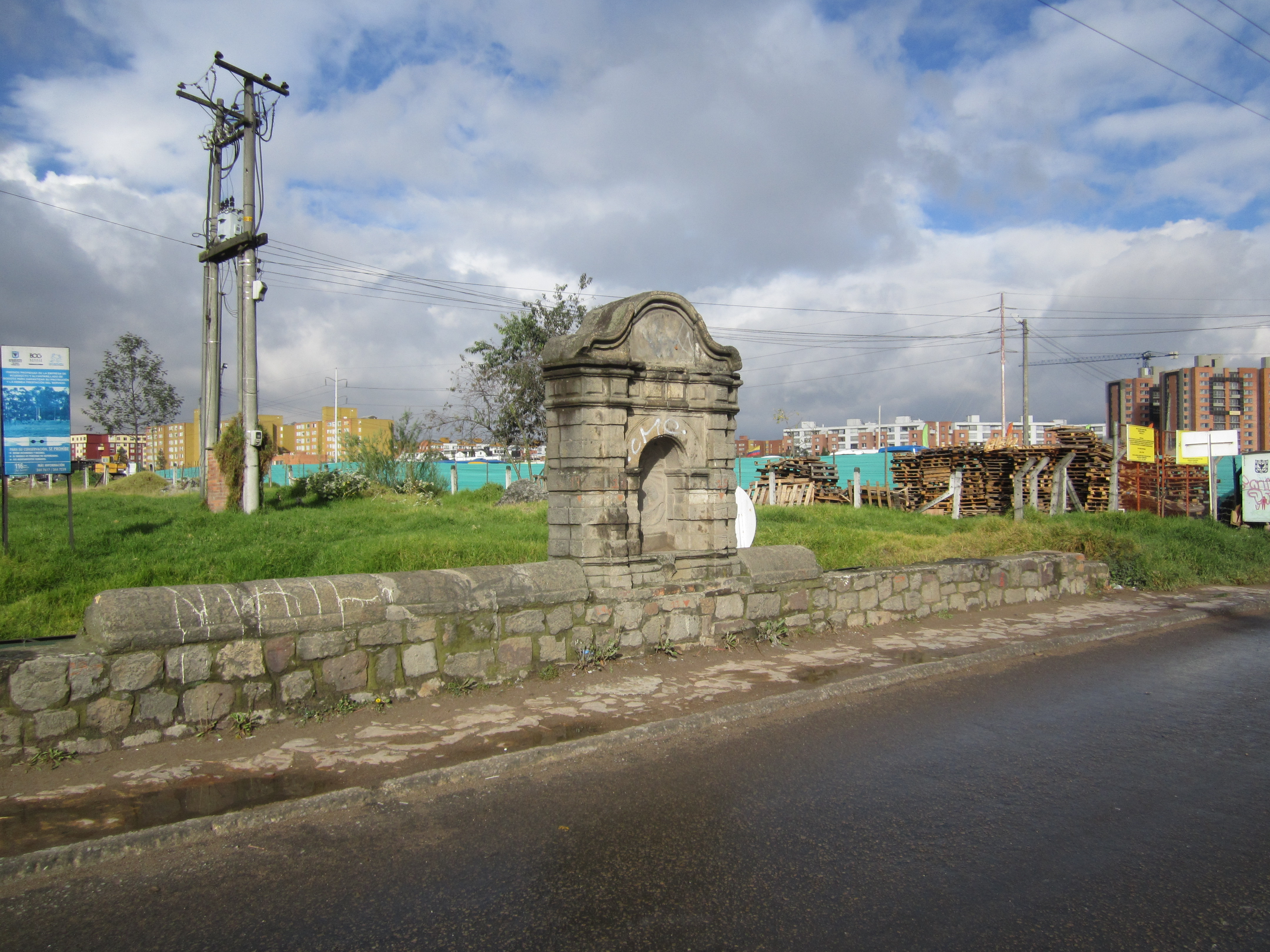
Ponte de San Antonio